# Каприле (Белуно)
Каприле (итал. Caprile) је насеље у Италији у округу Белуно, региону Венето.
Према процени из 2011. у насељу је живело 241 становника. Насеље се налази на надморској висини од 998 м.